# Goodbye Alice In Wonderland
Goodbye Alice In Wonderland is het zesde album van de Amerikaanse singer-songwriter Jewel. De cd kwam uit in 2006.
Het album verkocht wereldwijd ruim een half miljoen exemplaren. Het was daarmee veel minder succesvol dan de eerdere albums van Jewel. In de Amerikaanse Billboard 200 kwam de cd niet verder dan de achtste plaats. In Nederland stond het album 8 weken in de Album Top 100, met plaats 33 als hoogste positie.
Er werden zes singles van het album uitgebracht: Again And Again, Goodbye Alice In Wonderland, Good Day, Only One Too, Stephenville, TX en Fragile Heart. Geen van deze singles was commercieel succesvol, noch in de Verenigde Staten noch in Europa. 

## Tracklist
1. "Again And Again" 3:57
2. "Long Slow Slide" 3:48
3. "Goodbye Alice In Wonderland" 5:55
4. "Good Day" 3:46
5. "Satellite" 5:05
6. "Only One Too" 3:04
7. "Words Get In The Way" 3:58
8. "Drive To You" 4:14
9. "Last Dance Rodeo" 6:16
10. "Fragile Heart" 3:21
11. "Stephenville, TX 3:56
12. "Where You Are 3:28
13. "1,000 Miles Away 3:48